# کازوئو اوکا
کازوئو اوکا (انگلیسی: Kazuo Oka; ۱۵ ژانویهٔ ۱۹۴۸ – ۲۹ آوریل ۲۰۲۱) صداپیشگی در ژاپن اهل ژاپن بود.